# Championnats du monde d'aviron 1996
Navigation
Édition précédente Édition suivante
Les championnats du monde d'aviron 1996, vingt-sixième édition des championnats du monde d'aviron, ont lieu du 5 au 11 août 1996 à Motherwell, au Royaume-Uni.

## Liste des médaillés
| Épreuves            | Or | Or                  | Argent | Argent              | Bronze | Bronze              |
| Épreuves masculines | Épreuves masculines | Épreuves masculines | Épreuves masculines | Épreuves masculines | Épreuves masculines | Épreuves masculines |
| ------------------- | --- | ------------------- | --- | ------------------- | --- | ------------------- |
| M4+                 | Roumanie Dorin Alupei Claudiu Marin Iulica Ruican Viorel Talapan Alexei Raducanu (c)                                                | 6 min 25 s 74       | Tchéquie Dusan Businsky Michal Dalecky Pavel Malinsky Lubomir Skalicky Oldrich Hejdusek (c)                                                                  | 6 min 26 s 76       | Russie Vladimir Andreev Alexander Litvinchev Gennadi Mulitsa Evgeni Ovtcharov Alexey Mitienko (c)                                    | 6 min 28 s 17       |
| M2+                 | France Luc Prévot Yannick Schulte Christophe Tellier (c)                                                                            | 7 min 18 s 26       | Roumanie Dimitrie Popescu Neculai Taga Dumitru Răducanu (c)                                                                                                  | 7 min 18 s 96       | Pays-Bas Remco Schnieders Leofwin Visman Chun Wei Cheung (c)                                                                         | 7 min 22 s 33       |
| LM1x                | Danemark Karsten Nielsen | 7 min 35 s 72       | Tchéquie Tomas Kacovsky | 7 min 36 s 01       | Finlande Heikki Haavikko | 7 min 37 s 15       |
| LM4x                | Italie Lorenzo Bertini Paolo Pittino Franco Sancassani Massimo Guglielmi                                                            | 06 min 10 s 11      | Allemagne Oliver Ibielski Alexander Lutz Andreas Lutz Frank Mager                                                                                            | 6 min 11 s 53       | France Laurent Ceresoli Frederic Dufour Thierry Richard Pascal Touron                                                                | 6 min 11 s 82       |
| LM2-                | Danemark Thomas Ebert Bo Helleberg                                                                                                  | 7 min 06 s 34       | Irlande Neville Maxwell Tony O'Connor | 7 min 09 s 25       | Allemagne Tobias Müller Oliver Rau                                                                                                   | 7 min 10 s 73       |
| LM8+                | Allemagne Andreas Bech Matthias Edeler Dirk Jenny Stefan Locher Marcus Mielke Teja Töpfer Vladimir Vukelic Uwe März Klaus Klotz (c) | 5 min 55 s 06       | Danemark Jens Christensen Thomas Croft Wilhelm Drewel Jorn Hamdorf Morten Hansen Skov Soeren Henrichsen Jeppe Jensen Kollat Michael Jensen Dennis Larsen (c) | 5 min 56 s 96       | Canada Jon Beare Ross Beattie Chris Davidson Len Diplock Graham Mclaren Ben Storey Bryan Thompson Edward Winchester Chris Taylor (c) | 5 min 59 s 47       |
| Épreuves féminines  | |                     | |                     | |                     |
| W4-                 | États-Unis Emily Dirksen Sara Field Amy Turner Rosana Zegarra                                                                       | 6 min 49 s 48       | Roumanie Liliana Gafencu Doina Ignat Elisabeta Lipă Marioara Ciobanu-Popescu                                                                                 | 6 min 51 s 36       | Allemagne Claudia Barth Gerte John Doreen Martin Lenka Wech                                                                          | 6 min 55 s 15       |
| LW1x                | Roumanie Constanta Burcica | 8 min 06 s 90       | France Bénédicte Dorfman-Luzuy | 8 min 07 s 66       | États-Unis Sarah Garner | 8 min 09 s 74       |
| LW2-                | États-Unis Christine Smith-Collins Ellen Minzner                                                                                    | 7 min 56 s 66       | Grande-Bretagne Alison Brownless Jane Hall | 8 min 02 s 71       | Roumanie Camelia Macoviciuc Maria Sava                                                                                               | 8 min 03 s 31       |
| LW4-                | Chine Liu Bili Liu Mei Ling Wang Fang Zhong Aifang                                                                                  | 7 min 08 s 56       | Grande-Bretagne Patricia Corless Robyn Morris Malindi Myers Jo Nitsch                                                                                        | 7 min 09 s 55       | États-Unis Kari Green Julie McCleery Whitney Post Sarah Simmons                                                                      | 7 min 11 s 10       |

## Tableau des médailles
| Rang  | Nation          | Or | Argent | Bronze | Total |
| ----- | --------------- | -- | ------ | ------ | ----- |
| 1     | Roumanie        | 2  | 2      | 1      | 5     |
| 2     | Danemark        | 2  | 1      | 0      | 3     |
| 3     | États-Unis      | 2  | 0      | 2      | 4     |
| 4     | Allemagne       | 1  | 1      | 2      | 4     |
| 5     | France          | 1  | 1      | 1      | 3     |
| 6     | Chine           | 1  | 0      | 0      | 1     |
| 6     | Italie          | 1  | 0      | 0      | 1     |
| 8     | Grande-Bretagne | 0  | 2      | 0      | 2     |
| 8     | Tchéquie        | 0  | 2      | 0      | 2     |
| 10    | Irlande         | 0  | 1      | 0      | 1     |
| 11    | Canada          | 0  | 0      | 1      | 1     |
| 11    | Finlande        | 0  | 0      | 1      | 1     |
| 11    | Pays-Bas        | 0  | 0      | 1      | 1     |
| 11    | Russie          | 0  | 0      | 1      | 1     |
| Total | Total           | 10 | 10     | 10     | 30    |